# 舒川公州高速道路
舒川公州高速道路（ソチョンコンジュこうそくどうろ、151号線）は大韓民国忠清南道舒川郡から青陽郡を経て忠清南道公州市に至る高速道路（高速国道）である。

## 概要
京釜高速道路から湖南高速道路を経由して西海岸高速道路へ短絡する路線であり、2025年からは益山平沢高速道路も接続し、西海岸高速道路のバイパスとしての機能が更に強化された。
1992年公示された韓国の第3次国土総合開発計画で確定された路線で、計画中であった天安～論山間の路線と仁川～木浦間の路線の連絡線として計画された。1993年の国土幹線道路計画では2011年までに公州～舒川間の高速道路を整備する方針となっていた。こういう経緯から西海岸高速道路と共に整備する方針となり、1995年にすでに着工計画が確定されたものの、IMF管理体制により、計画が凍結された。しかし、2001年凍結から解除で着工が決め、2009年整備が完了、開通した。

### 路線データ
- 起点：忠清南道舒川郡華陽面（東舒川IC）
- 終点：忠清南道公州市牛城面（西公州JCT）
- 全長：61.4 km
- 管理会社：韓国道路公社
- 制限最高速度 110 km/h（但し、東舒川JCT付近は100 km/h）
- 制限最低速度 50 km/h
- 車線数
  - 東舒川JCT～西公州JCT：4車線
  - 東舒川IC～東舒川JCT：2車線（完成2車線）

## 歴史
- 1997年8月27日 高速国道25号公州舒川高速道路を新たに指定[5]
- 2001年8月25日 高速国道の指定・ナンバリングのスキームの変更により、起点と終点も逆転と共に高速国道17号'舒川公州高速道路に改番・改称[6]
- 2008年1月3日 高速国道151号に改番[7]
- 2009年5月28日 全区間開通[8]

## 道路状況

### 交通量
24時間交通量（台） 交通量統計年報（随時統計）
| 区間                 | 2010年 | 2015年 | 2020年 | 2023年 |
| -------------------- | ------ | ------ | ------ | ------ |
| 東舒川IC - 東舒川JCT | 1,710  | 2,005  | 2,892  | 3,826  |
| 東舒川JCT - 西扶余IC | 9,376  | 15,814 | 21,086 | 20,199 |
| 西扶余IC - 扶余IC    | 9,485  | 12,198 | 16,842 | 21,991 |
| 扶余IC - 七甲山IC    | 10,947 | 14,644 | 19,437 | 24,153 |
| 七甲山IC - 西公州IC  | 12,062 | 16,236 | 19,617 | 25,073 |
| 西公州IC - 西公州JCT | 13,512 | 20,358 | 20,776 | 28,368 |

## インターチェンジなど
- 全区間忠清南道所在。

| IC 番号 | 施設名     | 施設名          | 接続路線名                                        | 起点 から (km) | 備考                           | 所在地 |
| ------- | ---------- | --------------- | ------------------------------------------------- | -------------- | ------------------------------ | ------ |
| 1       | 東舒川IC   | 동서천 나들목   | 国道29号（長山路）                                | 0.0            |                                | 舒川郡 |
| TG      | 東舒川TG   | 동서천 요금소   |                                                   | 1.5            | 本線料金所                     | 舒川郡 |
| 2       | 東舒川JCT  | 동서천 분기점   | 高速国道15号西海岸線                              | 2.2            |                                | 舒川郡 |
| 3       | 西扶余IC   | 서부여 나들목   | 国道4号（大百済路）                               | 22.8           |                                | 扶余郡 |
| SA      | 扶余百済SA | 부여백제 휴게소 |                                                   | 25.0           |                                | 扶余郡 |
| 3-1     | 扶余JCT    | 부여 분기점     | 高速国道17号益山平沢線                            | 29.4           | 平沢方面と舒川方面との連絡のみ | 扶余郡 |
| 4       | 扶余IC     | 부여 나들목     | 国道29号（恩岩路）                                | 31.7           |                                | 扶余郡 |
| 5       | 七甲山IC   | 칠갑산 나들목   | 国道39号（忠義路）                                | 44.1           |                                | 青陽郡 |
| SA      | 青陽駐車場 | 청양 주차장     |                                                   | 48.7           | サービスエリア予定地           | 青陽郡 |
| 6       | 西公州IC   | 서공주 나들목   | 国道36号（公須院路）                              | 57.8           |                                | 公州市 |
| 7       | 西公州JCT  | 서공주 분기점   | 高速国道30号瑞山盈徳線 （高速国道25号湖南線連絡） | 61.4           |                                | 公州市 |